# Caroline Murray
Caroline Murray, född 5 maj 1993, är en amerikansk fotbollsspelare som spelar för AIK.

## Karriär
Murray inledde sin karriär inom den amerikanska universitetsfotbollen och spelade i Ohio State Buckeyes och University of New Hampshire Wildcats. Efter universitetstiden inleddes proffslivet i Finland i laget Sudet Jalkapallo. Det blev ett år i Finland innan karriären gick vidare till isländska FH, men sejouren på Island blev även den bara ettårig. 2018 skrev Murray på för svenska Västerås BK 30 där hon spelade under två säsonger. 2020 blev det spel i Sunnanå SK som då spelade i Elitettan. 
Inför säsongen 2021 värvades Caroline till AIK inför deras återkomst till Damallsvenskan. Efter säsongen 2022 lämnade hon klubben.